# 7 Gold Marche
7 Gold Marche è un'emittente televisiva locale delle Marche del circuito 7 Gold con edizione TG7 Emilia-Romagna.

## Storia
Nel 1996, l'imprenditore Daniele Maria Angelini acquista Telecivitanova con sede a Civitanova Marche.
In seguito acquista Marche Uno Tv, RTA (Rete Televisiva Adriatica), Reteagape, Televisione Cattolica di Ancona, Teleradiocity di Urbania ed Onda Sambenedettese, espandendosi così in tutta la regione e poi riunendo tutte le emittenti in Marche Uno Tv. Daniele Maria Angelini concepisce anche il nome Teleadriatica e ne realizza il marchio.
Dal 2004 l'emittente fa parte del circuito nazionale 7 Gold. Angelini ha venduto il 50% delle quote a 7 Gold, rimanendo con l'altro 50%. 
Nel gennaio 2007 la nuova sede viene spostata ad Ancona e l'emittente assume la nuova denominazione di 7 Gold Teleadriatica.
A gennaio 2014 Marche Uno Tv è acquisita interamente dal circuito nazionale 7 Gold e prende il nome 7 Gold Marche, mentre la ragione sociale "Teleadriatica" resta all'imprenditore Daniele Maria Angelini. Il Logo compare sporadicamente sovrapponendosi a quello di 7 gold, del quale pero trasmette i programmi.

## Vecchie frequenze di trasmissione in analogico
- Ancona: UHF 60, 37
- Ascoli Piceno: UHF 68, 22
- Camerino: UHF 55
- Fabriano: UHF 57
- Fano: UHF 60
- Fermo / Civitanova Marche: UHF 37, 64
- Fossombrone: UHF 44
- Macerata: UHF 37, 54
- Pesaro: UHF 40
- San Benedetto del Tronto: UHF 34
- Urbania: UHF 52, 35
- Urbino: UHF 32, 65, 22

## Frequenza di trasmissione DTT
Dopo lo switch off che ha interessato la Regione Marche, 7 Gold Marche veniva diffusa sul territorio regionale sul canale UHF 46 da Monte Conero di Ancona e sul canale UHF 31 da Monte Secco di Grottammare (AP), per poi trasmettere solo dal canale UHF 46 con lo spegnimento del canale UHF 31 a Grottammare. Attualmente trasmette dal canale UHF 42, essendo la rete inclusa nel mux di EI Towers.